# Hillcrest (Illinois)
Hillcrest – wieś w Stanach Zjednoczonych, w stanie Illinois, w hrabstwie Ogle.